# Vita iners
Vita iners (lat. träges Leben) bezeichnet ein Topos der römischen Dichtung. Dieses wird unter anderem in den Carmina von Albius Tibullus erwähnt und bezeichnet die Liebe des Protagonisten (der in diesem Fall Tibull selber sein könnte), die auch über das strebsame Leben des Römers hinausgeht. Der Begriff ist dem lateinischen vita otiosa [lat. müßiges Leben] ähnlich.